# Championnat de Pologne de football 1986-1987
Navigation
Édition précédente Édition suivante
La saison 1986-1987 du championnat de Pologne est la cinquante-neuvième saison de l'histoire de la compétition. Cette édition a été remportée par le Górnik Zabrze pour la troisième fois consécutive, devant le Pogoń Szczecin.

## Les clubs participants
| Club             | Ville     |
| ---------------- | --------- |
| GKS Katowice     | Katowice  |
| Górnik Wałbrzych | Wałbrzych |
| Górnik Zabrze    | Zabrze    |
| Lech Poznań      | Poznań    |
| Lechia Gdańsk    | Gdańsk    |
| Legia Varsovie   | Varsovie  |
| LKS Łódź         | Lódź      |
| Motor Lublin     | Lublin    |
| Olimpia Poznań   | Poznań    |
| Pogoń Szczecin   | Szczecin  |
| Polonia Bytom    | Bytom     |
| Ruch Chorzów     | Chorzów   |
| Sląsk Wrocław    | Wrocław   |
| Stal Mielec      | Mielec    |
| Widzew Łódź      | Lódź      |
| Zagłębie Lubin   | Lubin     |

## Compétition

### Classement
| Rang | Équipe             | Pts | J  | G  | N  | P  | Bp | Bc | Diff |
| ---- | ------------------ | --- | -- | -- | -- | -- | -- | -- | ---- |
| 1    | Górnik Zabrze (T)  | 49  | 30 | 16 | 10 | 4  | 52 | 21 | +31  |
| 2    | Pogoń Szczecin     | 44  | 30 | 15 | 10 | 5  | 64 | 39 | +25  |
| 3    | GKS Katowice       | 43  | 30 | 14 | 10 | 6  | 48 | 26 | +22  |
| 4    | Śląsk Wrocław (C)  | 40  | 30 | 13 | 11 | 6  | 37 | 23 | +14  |
| 5    | Legia Varsovie     | 38  | 30 | 12 | 14 | 4  | 44 | 28 | +16  |
| 6    | Widzew Łódź        | 36  | 30 | 14 | 7  | 9  | 34 | 29 | +5   |
| 7    | Lech Poznań        | 29  | 29 | 9  | 11 | 9  | 36 | 35 | +1   |
| 8    | Zagłębie Lubin     | 28  | 29 | 8  | 12 | 9  | 27 | 25 | +2   |
| 9    | ŁKS Łódź           | 27  | 30 | 8  | 10 | 12 | 30 | 33 | -3   |
| 10   | Górnik Wałbrzych   | 25  | 30 | 10 | 7  | 13 | 31 | 43 | -12  |
| 11   | Lechia Gdańsk      | 24  | 30 | 7  | 9  | 14 | 23 | 30 | -7   |
| 12   | Olimpia Poznań (P) | 22  | 29 | 6  | 14 | 9  | 21 | 35 | -14  |
| 13   | Polonia Bytom (P)  | 21  | 29 | 5  | 14 | 10 | 24 | 37 | -13  |
| 14   | Ruch Chorzów       | 18  | 29 | 3  | 14 | 12 | 16 | 33 | -17  |
| 15   | Stal Mielec        | 17  | 29 | 5  | 10 | 14 | 24 | 44 | -20  |
| 16   | Motor Lublin       | 13  | 30 | 6  | 9  | 15 | 20 | 50 | -30  |

| Légende | Légende                                                                                      |
| ------- | -------------------------------------------------------------------------------------------- |
|         | Coupe des clubs champions européens 1987-1988 (1er tour)                                     |
|         | Coupe d'Europe des vainqueurs de coupe 1987-1988 (1er tour)                                  |
|         | Coupe UEFA 1987-1988 (1er tour)                                                              |
|         | Barrage de maintien                                                                          |
|         | Relégué en II Liga                                                                           |
|         | (T) : Tenant du titre 1985-1986 (C) : Vainqueur de la Coupe de Pologne 1986-1987 (P) : Promu |

### Barrages
|  | Barrages       |   |   |
|  |                |   |   |
|  |                |   |   |
|  |                |   |   |
|  | Polonia Bytom  | 2 | 0 |
|  | Polonia Bytom  | 2 | 0 |
|  | Olimpia Poznań | 2 | 0 |
|  | Olimpia Poznań | 2 | 0 |

|  | Barrages      |   |   |
|  |               |   |   |
|  |               |   |   |
|  |               |   |   |
|  | Ruch Chorzów  | 1 | 1 |
|  | Ruch Chorzów  | 1 | 1 |
|  | Lechia Gdańsk | 2 | 2 |
|  | Lechia Gdańsk | 2 | 2 |

## Bilan de la saison
| Tableau d'Honneur |               |
| Compétition       | Vainqueur     |
| I Liga            | Górnik Zabrze |
| Coupe de Pologne  | Śląsk Wrocław |

| Promotions et relégations |                                                                        |
| Relégués en II Liga       | Polonia Bytom Ruch Chorzów Stal Mielec Motor Lublin                    |
| Promus de II Liga         | Szombierki Bytom Jagiellonia Białystok Bałtyk Gdynia Stal Stalowa Wola |

| Qualifications européennes 1987-1988   |                             |
| Coupe des clubs champions européens    | Qualifié                    |
| 1er tour                               | Górnik Zabrze               |
| Coupe d'Europe des vainqueurs de coupe | Qualifié                    |
| 1er tour                               | Śląsk Wrocław               |
| Coupe UEFA                             | Qualifiés                   |
| 1er tour                               | Pogoń Szczecin GKS Katowice |

## Meilleurs buteurs
| # | Joueur                 | Équipe         | Buts |
| - | ---------------------- | -------------- | ---- |
| 1 | Marek Leśniak          | Pogoń Szczecin | 24   |
| 2 | Jan Furtok             | GKS Katowice   | 16   |
| 3 | Marek Koniarek         | GKS Katowice   | 13   |
| 3 | Eugeniusz Ptak (pl)    | Zagłębie Lubin | 13   |
| 3 | Krzysztof Walczak (pl) | Polonia Bytom  | 13   |